# سدیم لوریل سارکوزینات
سدیم لوریل سارکوزینات (به انگلیسی: Sodium lauroyl sarcosinate) یک ترکیب شیمیایی با شناسه پاب‌کم ۸۷۱۶ است. 